# جورج كوربيت
جورج كوربيت (بالإنجليزية: George Corbett)‏ (11 مايو 1925 في المملكة المتحدة - 1 يونيو 1999 بنيوكاسل أبون تاين في المملكة المتحدة) هو لاعب كرة قدم بريطاني في مركز الظهير. لعب مع شيفيلد وينزداي.